# Pat Stanley
Patricia Stanley, detta Pat (Cincinnati, 12 aprile 1931), è un'attrice e cantante statunitense.

## Biografia
Ha recitato in diversi musical di Broadway, tra cui Carousel (1957) e Fiorello! (1959). Nel 1959 ha vinto il Tony Award alla miglior attrice non protagonista in un musical per la sua performance nel musical Goldilocks.